# Erlensee
Erlensee település Németországban, Hessen tartományban. Lakosainak száma 16 162 fő (2023. december 31.).

## Népesség
A település népességének változása:
| Lakosok száma | 13 749 | 14 005 | 14 578 | 14 899 | 15 579 | 15 969 | 16 162 |
|               | 2014   | 2015   | 2017   | 2019   | 2021   | 2022   | 2023   |